# Shavette

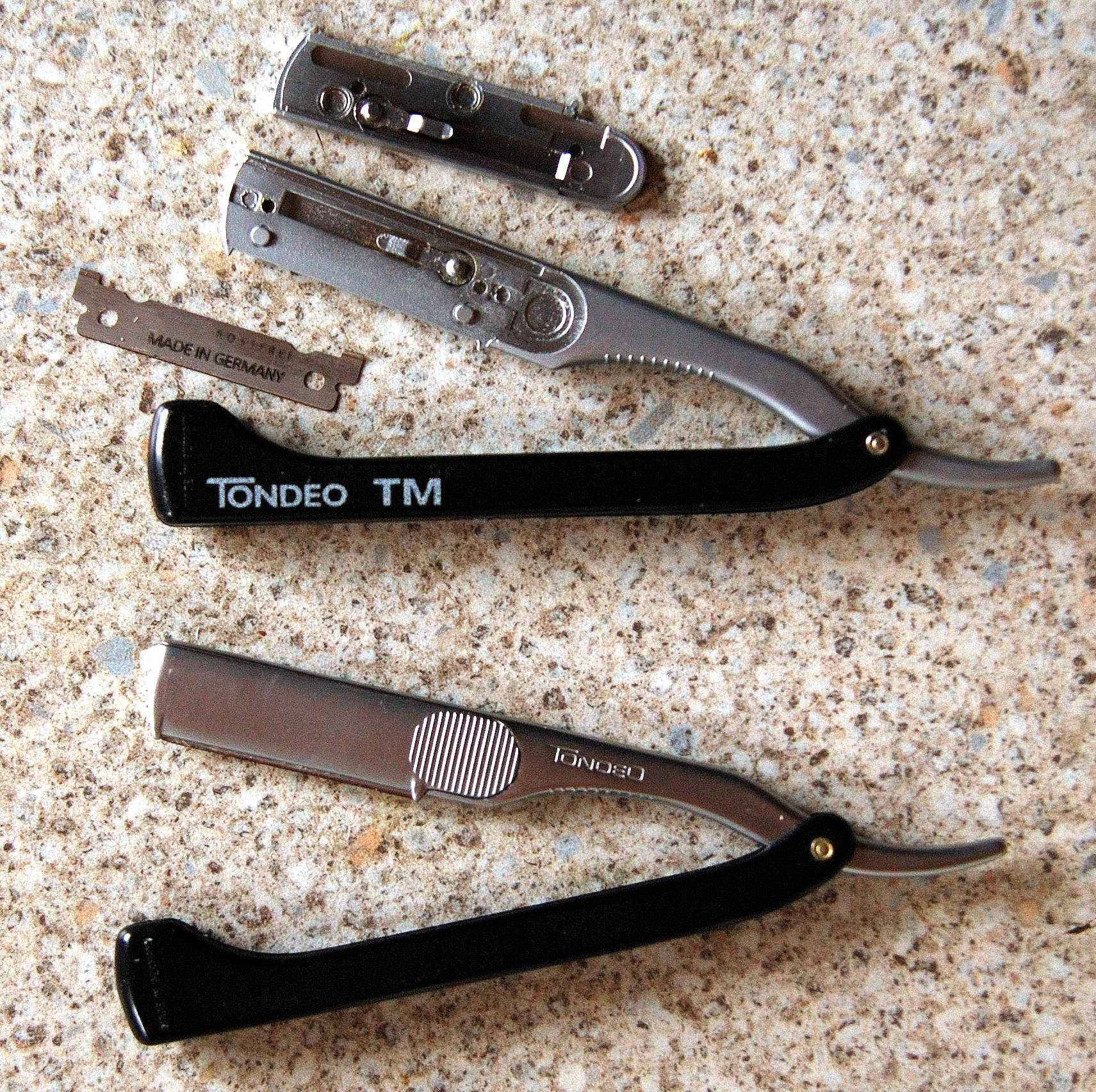
Shavette Tondeo con lametta.

Lo shavette è una tipologia di rasoio a mano libera che utilizza le lamette sostituibili.

## Descrizione
Il termine shavette indicava in origine un ben preciso rasoio di questo tipo prodotto dall'azienda DOVO di Solingen (Germania) ma per estensione viene attualmente utilizzato per tutti i rasoi dello stesso tipo.
Questo tipo di rasoio combina elementi dei rasoi di sicurezza e dei rasoi a mano libera.
Al pari dei primi utilizza
una lametta intercambiabile e, di conseguenza, non necessita riaffilatura o l'utilizzo di una coramella. Come i secondi permette una completa visione del filo della lametta e di conseguenza è suggeribile per tagli accurati o di precisione.
Proprio per questo motivo in Italia è ampiamente utilizzato dai barbieri o dai parrucchieri, per legge obbligati ad usare lamette monouso.
L'utilizzo di uno shavette è del tutto simile a quello di un rasoio a mano libera. Si apre il manico di modo che sia ortogonale alla parte che contiene la lametta e lo si impugna di modo che il manico fuoriesca tra il dito medio e l'anulare ponendo il pollice al di sotto del filo della lametta.
Va considerato che, a differenza dei rasoi di sicurezza, è molto facile tagliarsi se si sbaglia l'angolo di incidenza sulla pelle o anche se si effettuano movimenti laterali della lama. Da questo punto di vista è anche più pericoloso di un rasoio a mano libera che, sebbene presenti solitamente una lama più lunga, è sempre meno affilato di una lametta anche se la lametta in molti shavette sporge poco meno di un millimetro riducendo la probabilità di una profonda penetrazione.
Gli shavette possono montare le lamette standard dei rasoi di sicurezza intere o spezzate a metà. Esistono però anche modelli che necessitano di una lametta apposita in genere un po' più lunga di quelle standard. Oltre alla già citata DOVO, altri produttori sono le tedesche NTS e Tondeo, l'italiana Universal e la giapponese Feather.